# (69988) 1998 WA31
(69988) 1998 WA31 — транснептуновый объект расположенный в поясе Койпера. Он открыт 18 ноября 1998 года Марком У. Буйе в национальной обсерватории Китт-Пик, Аризона.
Объект находится в резонансе 2:5 с Нептуном.